# Sphinx formosana
Espèce
Sphinx formosana est une espèce de lépidoptères (papillons) de la famille des Sphingidae, de la sous-famille des Sphinginae et de la tribu des Sphingini.

## Description
L'espèce ressemble au Sphinx crassistriga crassistriga (Rothschild & Jordan, 1903) du Japon, mais les ailes sont beaucoup plus étroites, notamment la partie antérieure de la pointe de la faucille, et l’aile postérieure avec le sommet de la pointe. Les ailes antérieures ont un saupoudrage général d'écailles gris pâle sur le dessus.

## Répartition et habitat
Répartition
Endémique des montagnes du centre-nord de Taiwan. La localité type est  le centre de Taiwan [Nantou Hsien], Wushai [Jenai].
Habitat
Espèce de montagne, présente au-dessus de 2 000 m d'altitude.

## Systématique
L'espèce Sphinx formosana a été décrite par le naturaliste canadien Jules C. E. Riotte en 1970.